# バストール
バストール（Bastole）は、アニメ『聖戦士ダンバイン』に登場する架空の兵器。オーラバトラーの一種。
なお、本項ではそのバリエーションについても併せて記述する。

## 機体解説
アの国の技術陣が開発したオーラバトラー。「オーラ増幅器」を初めて搭載したビランビーは、まだ乗り手を選ぶ機体であった。そんな実状を踏まえ、このバストール本機はオーラ力の低いコモンでも負担なく、且つ最大限に能力が発揮できるよう設計され、新型のオーラ増幅器を試験的に搭載したドレイク軍の試作機でもある。
必要オーラ力は6でオーラ消費率が低く、長距離移動を支援するウイング・キャリバーを必要としないほど巡航性能に優れ、全高は9.4メット（約9.4m）と劇中に登場する全オーラバトラー中最大であるが細身のフォルムのため重量はビランビーより2.4ルフトン（約2.4t）も軽量であり、それも相まって高い機動性・敏捷性を誇る機体となっている。また乗り手の能力に応じて機体をチューンアップできるという他の機種には見られない特徴も併せ持っていた。機体色はローズ・ピンクで頭部は触角や複眼など昆虫類を想起させる形状となっている。
武装スペックはオーラ・ソード1本、左右の前腕部にワイヤー付のショット・クローを1基ずつ。携行火器としてビランビーと同型（色は異なる）の5連装オーラ・ランチャー（ミサイル・ランチャー）1基（両腕に装備することも可能）を装備する。
度重なる失態とバーン・バニングスへのライバル心から自身のオーラ・バトラーを強く欲していたガラリア・ニャムヒーの要望もあり、事実上のガラリア専用機として与えられた。量産には至らなかったが後に改良機が少数製作され、ゼット・ライトらが搭乗し黒騎士の救出作戦などに投入された。また同時期には発展型であるライネックも実戦投入されていたが戦場が地上界へ移行したこともあり配備数は計画よりも少数にとどまっている。
このバストールを手に入れたガラリアは、エルフ城攻略戦の際に「バラウで運ばれるビランビーの比ではない」と、そのバストールの抜群の性能に満足していた（ただし、2度目の出撃時はオーラ力の消耗を考慮してか自身もバラウを使用している）。また、バストールの新型オーラ増幅器も予想を遥かに上回る性能を発揮し、戦闘時のガラリアのオーラ力は以前よりも大きく高まった。ショウ・ザマのダンバインとの戦闘では双方の増大したオーラ力が激しくぶつかり合い、その結果、「オーラロード」が開かれ、両機は地上界へと浮上してしまうことになる。バストールはダンバインと共に地上界に初めて出現したオーラバトラーであった。その後、ガラリアは再度、バイストン・ウェルへの帰還を目指し、ショウ・ザマと協力してもう一度、2人で「オーラロード」を開こうと試みるが、その際に機体が自壊し爆散（原因は機体限界を超える負荷によるものと思われるが詳細は不明）、同時にガラリアも死亡した。

## 備考
デザイン原案は大森英敏。作画用の設定画には「ガラリア専用オーラバトラー」と記載されている。
ゲーム『聖戦士ダンバイン 聖戦士伝説』では、リの国仕様の機体として、青いバストールが登場する。
2021年、ねとらぼ調査隊が、2021年11月16日から11月23日まで「聖戦士ダンバインTV版オーラバトラーで好きなのはどれ？」というテーマでアンケートを実施したところ、バストールは「オーラバトラー人気ランキング」で第8位であった。

## スカルマ
スカルマ（Skullma）は、『B-CLUB』誌の企画『AURA FHANTASM』で設定されたオーラバトラー。
アの国で実戦配備されたオーラ・バトラーではもっとも配備数の少ない機体。機動性を重視し、機体重量を軽くするために装甲に強獣の骨（内部が空洞であり、非常に軽量である）を用いている。軍の先陣を切る斥候に使われたと想像されるが、さだかではない。なお、コンバーターに本来の腕以外の腕2本が装備されている。